# SN 1997ec
SN 1997ec – supernowa typu II-P odkryta 20 listopada 1997 roku w galaktyce A034907-0144. W momencie odkrycia miała maksymalną jasność 21,00m.